# Feira Grande
Feira Grande é um município que fica localizado na região central de Alagoas. Sua população, conforme estimativas do IBGE de 2018, era de 22 152 habitantes. 
Limita ao norte com o município de Arapiraca, ao sul com o município de Porto Real do Colégio, a leste com o município de São Sebastião, a oeste com o município de Campo Grande e a noroeste com o município de Lagoa da Canoa.

## História
Feira Grande (até 1943: Mucambo) figurou como distrito subordinado ao município de Traipu e (a partir de 1947) São Brás. Pela lei nº 1785 foi elevado à categoria de município em 5 de abril de 1954.

## Política
O atual prefeito é Flávio Rangel, que foi eleito com 7.096 votos (51,66%) nas eleições municipais no Brasil em 2016.

## Filhos ilustres
- Ceci Cunha